# Petrakina mirabilis
Petrakina mirabilis är en svampart som beskrevs av Cif. 1932. Petrakina mirabilis ingår i släktet Petrakina och familjen Asterinaceae.   Inga underarter finns listade i Catalogue of Life.